# شهرستان اندرسون (تگزاس)
اندرسون (به انگلیسی: Anderson) شهرستانی در ایالت تگزاس است. در سرشماری سال ۲۰۰۰، جمعیت این شهرستان ۵۵٬۱۰۹ نفر اعلام شد. مرکز اندرسون شهر پلستاین است. شهرستان اندرسون در سال ۱۸۴۶ تأسیس شد.

## جغرافیا
طبق اداره آمار آمریکا، این شهرستان مساحتی در حدود ۲٬۷۹۲ کیلومتر مربع دارد.

### شهرها
- پلستاین، تگزاس